# Bistum Nitra
Das Bistum Nitra bzw. Bistum Neutra (lateinisch Dioecesis Nitriensis; slowak.: Nitrianska diecéza) ist ein römisch-katholisches Bistum im Westen der Slowakei mit Sitz in Nitra.

## Geschichte

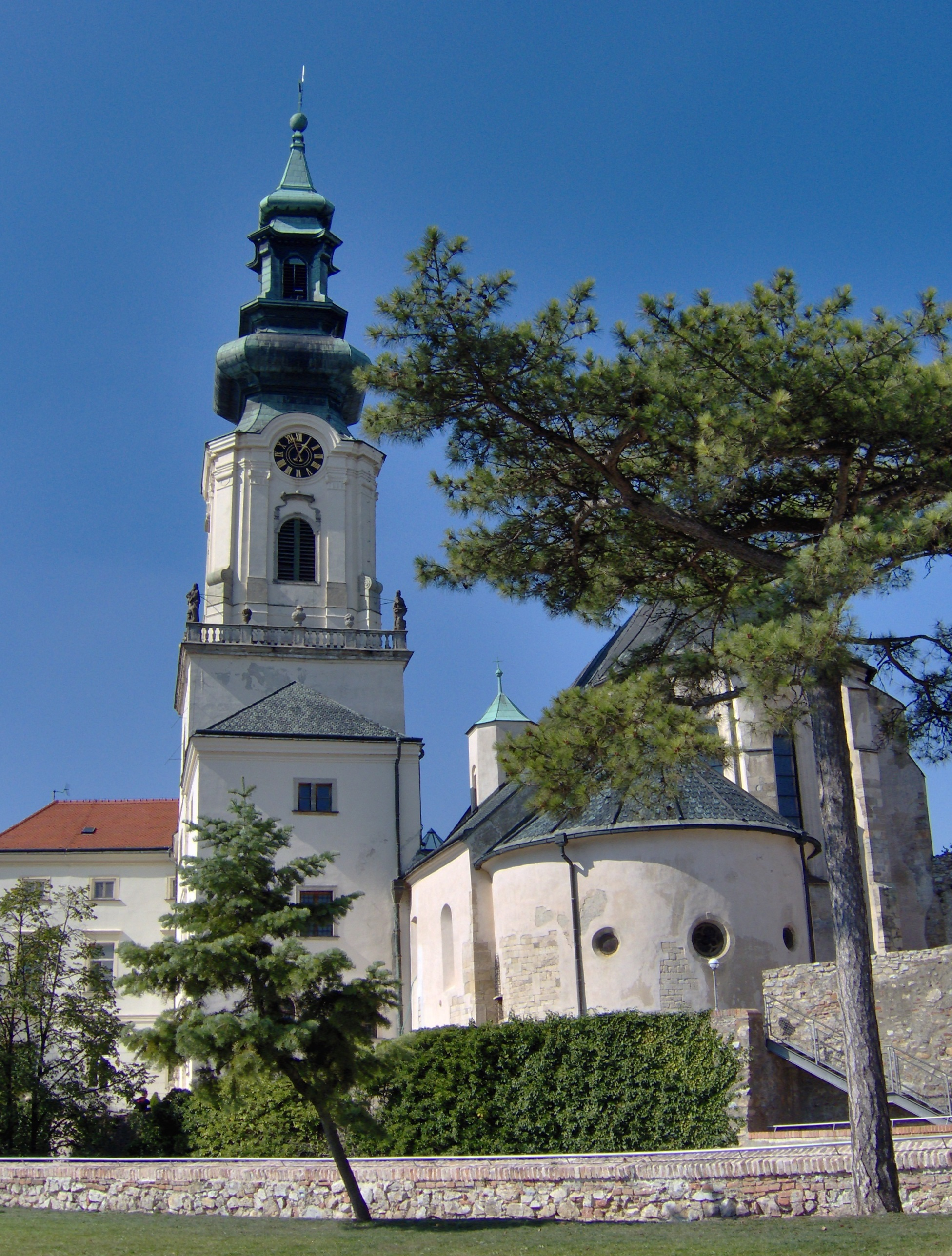
Kathedrale des heiligen Emmeram in Nitra

- 880: Gründung des Bistums im Mährerreich durch den Heiligen Methodius, Bischof wurde Wiching aus Bayern, danach ging das Bistum im 10. Jahrhundert wahrscheinlich unter.
- um 1110 (oder etwas früher): Neugründung des Bistums im Norden des damaligen Königreich Ungarn. Das Bistum ist zu dieser Zeit Teil der Kirchenprovinz Gran.
- 1977: Im Zuge einer Entkopplung der katholischen Kirche in der Slowakei von der in Ungarn wird das Bistum Nitra aus der Kirchenprovinz Gran in die neugeschaffene Kirchenprovinz Bratislava-Trnava übertragen.
- 2008: radikale Umgestaltung des Bistumsgebiets, mehr als eine Hälfte der Diözese im Norden wurde abgetrennt und einem neuen Bistum Žilina (Sillein) zugeschlagen (ein kleines Gebiet im Westen kam ebenso an das neu verkleinerte Erzbistum Trnava); die erheblichen Gebietsverluste wurden im Gegenzug durch die Erweiterung des Bistums im Süden kompensiert.

## Bistumsgliederung
Das Bistum bestand bei der Umgestaltung (2008) aus 15 Dekanaten, später 17:
- Dekanat Bánovce nad Bebravou (Banowitz)
- Dekanat Hronský Beňadik (Sankt Benedikt) – entstand durch die Aufteilung des früheren großen Dekanats Levice (Lewenz), dessen andere Hälfte (Levice) an das Bistum Neusohl fiel
- Dekanat Lužianky – neu errichtet (vorher ein Teil des Dekanats Nitra II)
- Dekanat Nemšová (geteilt, die südliche Hälfte wurde an die Erzdiözese Tyrnau abgetreten)
- Dekanat Nitra I (Neutra I) – verkleinert und umbenannt: Dekanat Nitra (Neutra)
- Dekanat Nitra II (Neutra II) – aufgelöst, neu errichtet: Dekanat Močenok
- Dekanat Nitrianske Rudno (verkleinert zugunsten des Bistums Neusohl)
- Dekanat Nové Zámky (Neuhäusel)
- Dekanat Radošina (Radoschin) – neu errichtet durch Ausgliederung aus dem Dekanat Topoľčany
- Dekanat Topoľčany (Groß-Topoltschan) – verkleinert
- Dekanat Skačany – umbenannt nach dem neuen Zentrum: Dekanat Bošany (Boschan)
- Dekanat Štúrovo (Parkan)
- Dekanat Vráble
- Dekanat Trenčín (Trentschin)
- Dekanat Zlaté Moravce (Goldmorawitz)
- Dekanat Želiezovce (Zelis)
- Dekanat Šurany (Schuran)

| Bistum Nitra vor 2008 | Bistum Nitra nach 2008 | Die zur Anzeige dieser Grafik verwendete Erweiterung wurde dauerhaft deaktiviert. Wir arbeiten aktuell daran, diese und weitere betroffene Grafiken auf ein neues Format umzustellen. (Mehr dazu)Entwicklung der Mitgliederzahlen |

## Amtsträger

### Bischöfe in Nitra
siehe: Liste der Bischöfe von Nitra

### Weihbischöfe in Nitra
| Nr. | Bischof          | von  | bis  | Anmerkung | Darstellung | Wappen |
| --- | ---------------- | ---- | ---- | --- | ----------- | ------ |
| 01  | Vilmos Batthyány | 1902 | 1905 | * 15. März 1870 in Zalaszentgrót, am 2. Januar 1902 zum Weihbischof in Nitra und zum Titularbischof von Titiopolis ernannt, konsekriert am 5. Februar 1902, 1905 Koadjutorbischof von Nitra, am 18. März 1911 Bischof von Nitra |             |        |
| 02  | Andrej Škrábik   | 1939 | 1941 | * 13. Mai 1882 in Rajec, am 17. September 1904 zum Priester geweiht, am 12. August 1939 zum Weihbischof in Nitra und zum Titularbischof von Scyrus ernannt, konsekriert am 17. September 1939, am 14. Juni 1941 zum Koadjutorbischof von Banská Bystrica und am 21. August 1943 zum Bischof von Banská Bystrica ernannt; † 8. Januar 1950 |             |        |
| 03  | Eduard Nécsey    | 1943 | 1949 | * 9. Februar 1892 in Oslany, am 30. Juni 1915 zum Priester geweiht, am 12. März 1943 zum Weihbischof in Nitra und zum Titularbischof von Velicia ernannt, konsekriert am 16. Mai 1943, 1949 Apostolischer Administrator von Nitra |             |        |
| 04  | František Rábek  | 1991 | 2003 | * 17. Februar 1949 in Sládeckovce, am 7. Juni 1972 zum Priester geweiht, am 13. Juli 1991 zum Weihbischof in Nitra und zum Titularbischof von Catrum ernannt, Bischofsweihe am 27. Juli 1991, am 20. Januar 2003 Militärbischof der Slowakei                                                                                              |             |        |
| 05  | Marián Chovanec  | 1999 | 2012 | * 16. September 1957 in Trencin, am 17. Juni 1989 zum Priester geweiht, am 22. Juli 1999 von Papst Johannes Paul II. zum Titularbischof von Maxita und Weihbischof in Nitra ernannt, geweiht am 18. September 1999. Am 20. November 2012 zum Bischof von Banská Bystrica ernannt.                                                         |             |        |
| 06  | Peter Beňo       | 2021 |      | * 2. September 1972 in Bánovce nad Bebravou, am 14. September 1996 zum Priester geweiht, am 29. Januar 2021 von Papst Franziskus zum Titularbischof von Amudarsa und Weihbischof in Nitra ernannt, geweiht am 24. April 2021. |             |        |